# Pfinztal
Pfinztal este o comună din landul Baden-Württemberg, Germania.